# Những nụ hồng hãy nhanh tay góp nhặt

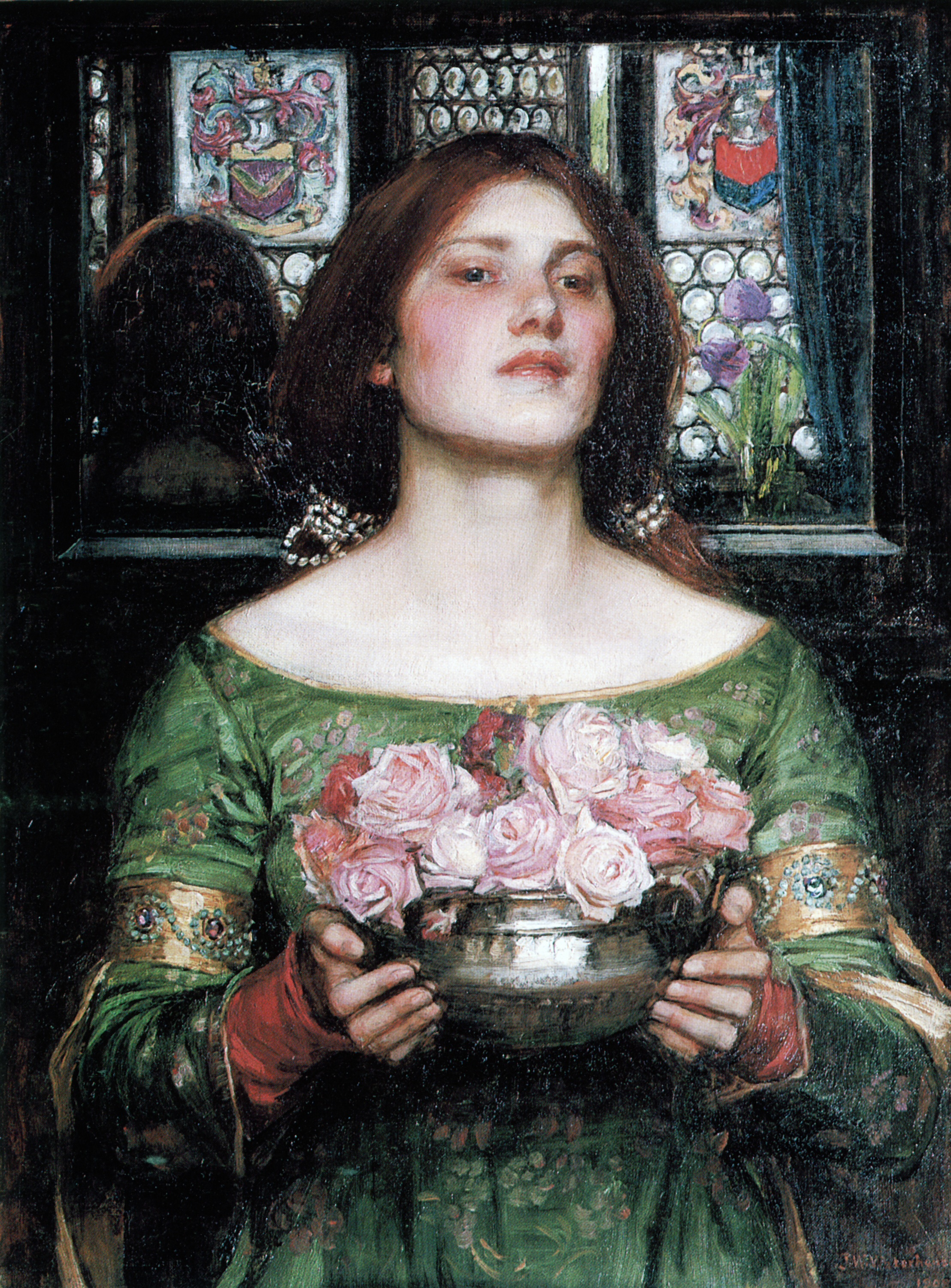
Những nụ hồng hãy nhanh tay góp nhặt - phiên bản đầu tiên, năm 1908

Những nụ hồng hãy nhanh tay góp nhặt (tiếng Anh: Gather Ye Rosebuds While Ye May) – là một bức tranh do họa sĩ Anh John William Waterhouse sáng tác năm 1909. Đây là phiên bản nổi tiếng hơn cả. Bức tranh cùng tên sáng tác năm 1908 của cùng họa sĩ ít nổi tiếng hơn.
Bức tranh vẽ những cô gái xinh đẹp đang hái hoa trên đồng. Tên gọi của bức tranh lấy từ một bài thơ của nhà thơ Robert Herrick. Nhà thơ ca ngợi tuổi trẻ, mùa xuân và khuyên các cô gái hãy quên thói khiêm nhường hoặc xấu hổ để mau mau đi lấy chồng, vì rằng thời tuổi trẻ qua mau, tất cả vội đi về "buổi chiều bóng xế".
Bài thơ như sau:
 
Những nụ hồng hãy nhanh tay góp nhặt
Mọi thứ đều tàn lụi với thời gian
Những bông hồng ngày hôm nay khoe sắc
Ngày mai này rồi hoa sẽ héo hon.
 
Ngọn đèn trời lên đến đỉnh vinh quang
Lên càng cao mặt trời càng sáng tỏ
Và mặt trời với bước chạy càng nhanh
Thì càng chóng về buổi chiều bóng xế.
 
Đẹp tuyệt với những tháng năm tuổi trẻ
Tuổi thanh xuân trong huyết quản tưng bừng
Nhưng thời gian sẽ đến và thay thế
Những ưu phiền thế chỗ những thành công.
 
Một khi còn có thể hãy kết hôn
Hãy quên đi thói khiêm nhường, xấu hổ
Và nhớ rằng ngày xuân rất chóng tàn
Em đợi chờ, có thể là muôn thuở.
Bản dịch của Nguyễn Viết Thắng
 
Gather ye rosebuds while ye may,
Old Time is still a-flying:
And this same flower that smiles to-day
To-morrow will be dying.
 
The glorious lamp of heaven, the sun,
The higher he's a-getting,
The sooner will his race be run,
And nearer he's to setting.
 
That age is best which is the first,
When youth and blood are warmer;
But being spent, the worse, and worst
Times still succeed the former.
 
Then be not coy, but use your time,
And while ye may, go marry:
For having lost but once your prime,
You may for ever tarry.
 
Gather Ye Rosebuds While Ye May dịch từng chữ sẽ là: "hãy hái những nụ hồng một khi còn có thể". Chủ đề của bài thơ gần với triết lý "Carpe diem" của Horace, triết lý hưởng lạc trong thơ Rubaiyat của Omar Khayyam hoặc những lời khuyên người đẹp trong thơ của Pierre de Ronsard... Tất cả những tác giả, tác phẩm này đều đã có các bản dịch tiếng Việt.
Tại cuộc bán đấu giá ngày 17 tháng 4 năm 2007 ở Sotheby’s bức tranh này (phiên bản 1909) được trả giá 2,5 triệu đô la.